# Lutería

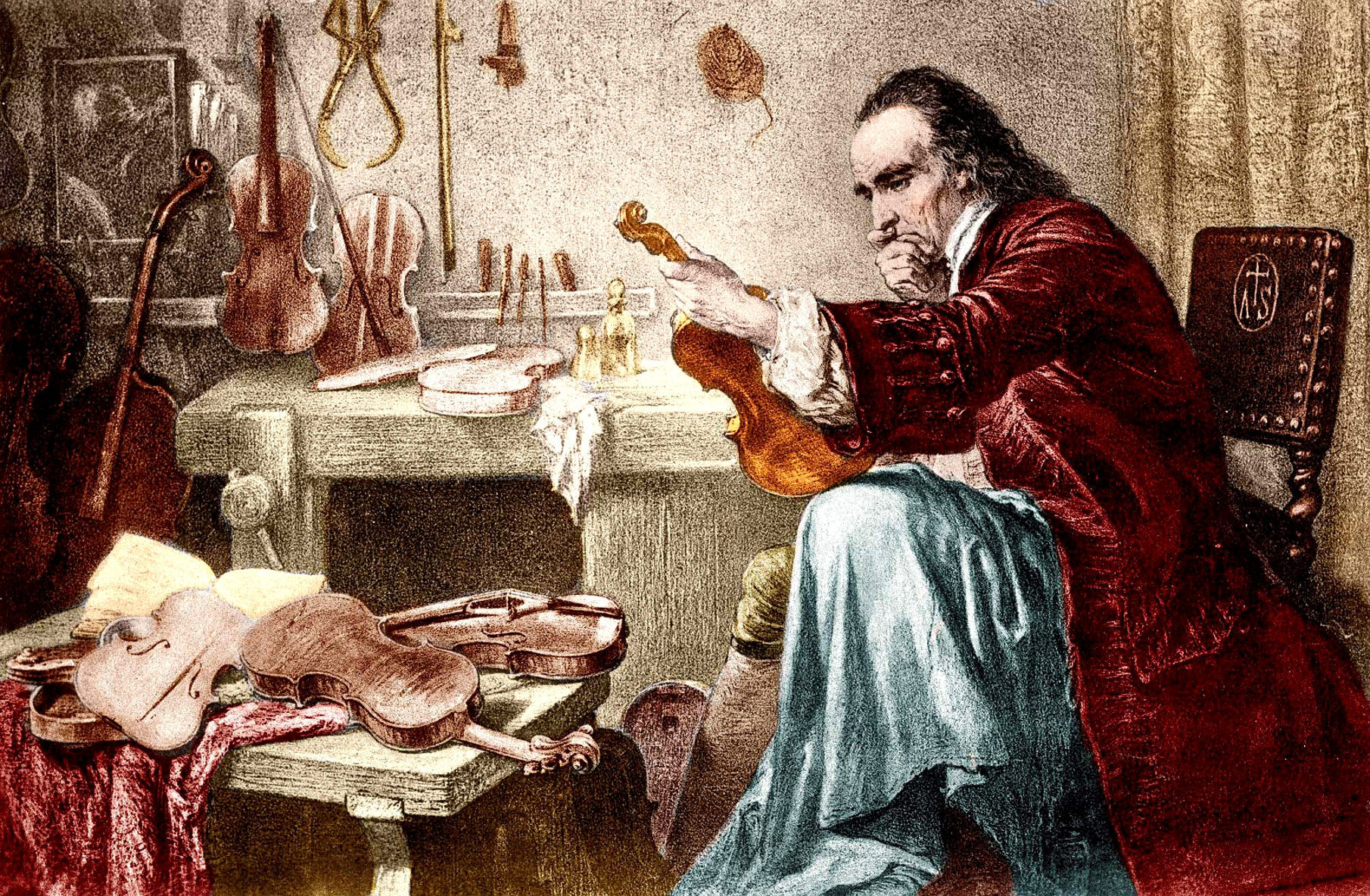
Grabado del taller de Stradivarius.

Lutería, luthería o laudería es la actividad consistente en fabricar, ajustar o reparar instrumentos musicales de cuerda frotada y pulsada, particularmente violines o guitarras. El término también se aplica al comercio del lutier o ladero, que es el profesional que fabrica, vende o repara instrumentos musicales de cuerda. Ambas palabras provienen de la raíz francesa luth, a su vez procedente del árabe العود al-ʿūd (laúd), un instrumento común en la época medieval.
La lutería es una actividad que abarca múltiples disciplinas relacionadas con los a instrumentos musicales: su historia, métodos de construcción, mejora y desarrollo de nuevos instrumentos, innovaciones de mecanismos y accesorios que optimicen su rendimiento y resultado sonoro, estudio de materiales para su construcción, etc. Principalmente, comprende tres actividades: construcción y afinado del instrumento, restauración y dictamen.

## Historia
El ejemplo más significativo referido a creación de instrumentos musicales de cuerda para uso real, se tiene en el arpa sumeria de Ur, en la antigua Mesopotamia.
Hace 1200 años, el artesano que construía instrumentos musicales se le conocía como Hacedor de instrumentos, profesión que se consideraba unida a las de tañedor de instrumentos y maestro de danza.
En el siglo XVI en España, esa profesión no se considera oficial, se le conoce como violero y guitarrero, posteriormente como lutero por asociación al luth o laúd, que era el instrumento más popular. 
A comienzos del siglo XVII, entre los años 1614 y 1620, el alemán Michael Praetorius (1571-1621), publica Syntagma Musicum, un tratado sobre música e instrumentos musicales en tres volúmenes, con excelentes referencias de la música en el período griego, además de ser una importante fuente de referencia sobre organología y fabricación de instrumentos Theatrum instrumentorum.
También en este siglo, Marin Mersenne, monje y teórico musical francés, escribe los tratados Questions harmoniques (Temas armónicos); Harmonie universelle (Armonía universal) y De la Nature des sons (De la naturaleza de los sonidos)  
En el siglo siglo XVIII, el lutier, tenía el monopolio de la construcción de instrumentos de cuerda frotada y punzada y desde esta época, la lutería se asocia generalmente con las ciudades de Cremona, Brescia, Bérgamo, Mirecourt y París, así como, desde el siglo XVII, con las familias Amati, Guarnerius, Guadagnini, Stradivarius y, más tarde y en París, los Vuillaume. Y a comienzos del siglo XVI, en Bolonia también (Luca Maler, Annibale Tononi, Raffaele Fiorini, Ansaldo Poggi, Roberto Regazzi).

## Construcción de instrumentos musicales
Para la construcción de instrumentos, la lutería se apoya en la organología, ciencia que se ocupa del estudio de la morfología de los instrumentos musicales; es de referencia obligada multitud de manuscritos miniados, cuadros, grabados, etc., de cada época (Cantigas de Alfonso X El Sabio, Libro de Apolonio, Libro del Buen Amor (arcipreste de Hita). 
La construcción de un instrumento musical, compleja por el número de elementos que le componen, puede agruparse en dos estilos:
- Uno de origen italiano (Amati, escuela italiana), de formas elegantes con tabla y fondo de arqueado pronunciado.
- Otro de orígenes italiano (Stradivarius, escuela italiana) y francés, que diseña instrumentos más anchos y sonoros, con abovedado del fondo más suave.

### Elementos
- Caja armónica: está formada por la tabla, el fondo y el armazón. Al hacer sonar el instrumento, vibra según ondas que trazan una figura que se asemeja a un 8, amplificando y difundiendo el sonido. En la tabla están situados los oídos que permiten difundir las vibraciones internas de la caja.

- El alma, situada dentro de la caja, en el lado de las cuerdas agudas apoyada en la tapa y fondo, debe estar colocada en el centro de esa figura. En la práctica su posición varía dependiendo del tipo de sonido que se quiere obtener; situada cerca del puente produce sonidos brillantes, alejándola favorece los tonos graves.

- La barra armónica o barra de bajos, situada en el interior de la tapa del instrumento en el lado de las cuerdas graves, soporta el abovedado de la tapa; la tensión que soporta se compensa con el alma. Este elemento solo aparece en instrumentos tradicionales.

- El mástil, en él se fijan el clavijero y el cabezal. Su parte superior es el diapasón, sobre el que se pulsan las cuerdas.
- El puente, con él se obtienen las mismas características de sonido que con el alma; puede ser fino, grueso y estar inclinado hacia adelante o atrás. No va encolado, se apoya en la tapa armónica fijándose con la presión de las cuerdas. En la mayoría de instrumentos tradicionales se utiliza un segundo puente llamado cejuela, puentecillo o puente de clavijero donde se apoyan las cuerdas dando comienzo a su parte vibrante.

- Las cuerdas, su elección, grueso y tipo de material, se efectúa en función del tipo de instrumento y el temperamento de cada intérprete.

La luthería, utiliza profusamente en los instrumentos musicales clásicos, las proporciones armónicas descubiertas por Pitágoras. Las volutas del cabezal, las proporciones de la caja armónica, la lg. del mástil y del propio instrumento, el grueso del armazón, la altura del puente, el tamaño y forma de los oídos (Do o Fa), escotaduras (Do), eclisas y contra eclisas, y muchas otras guardan una estricta relación de proporciones armónicas. 
El equilibrio estático de un instrumento de cuerdas frotadas, lo proporciona la caja de resonancia mediante los pilares cuñas superior, inferior y tacos o pilares laterales. El superior recibe el mástil, el inferior soporta la tensión de las cuerdas y las cuatro esquinas soportan el fondo y la tabla armónica. Un diapasón o longitud de cuerda vibrante entre la cejuela y el puente, de 65 cm, ofrece la mayor comodidad para tocar el instrumento con la mano zurda o diestra. La relación de longitudes entre el pilar superior y la línea que une las dos primeras esquinas, las esquinas superior e inferior en la parte media del instrumento, y desde las esquinas inferiores hasta el pilar inferior determinan las proporciones armónicas y fijan el afinado del instrumento. El ancho del instrumento también guarda unas proporciones armónicas que determinan su uniformidad y armonía de proporciones, es decir su silueta. 
Para el trazado de los oídos se suelen utilizar plantillas de todos los estilos y escuelas. Actualmente los museos suelen disponer de planos exactos de los instrumentos que conservan, facilitando su estudio y reproducción. 

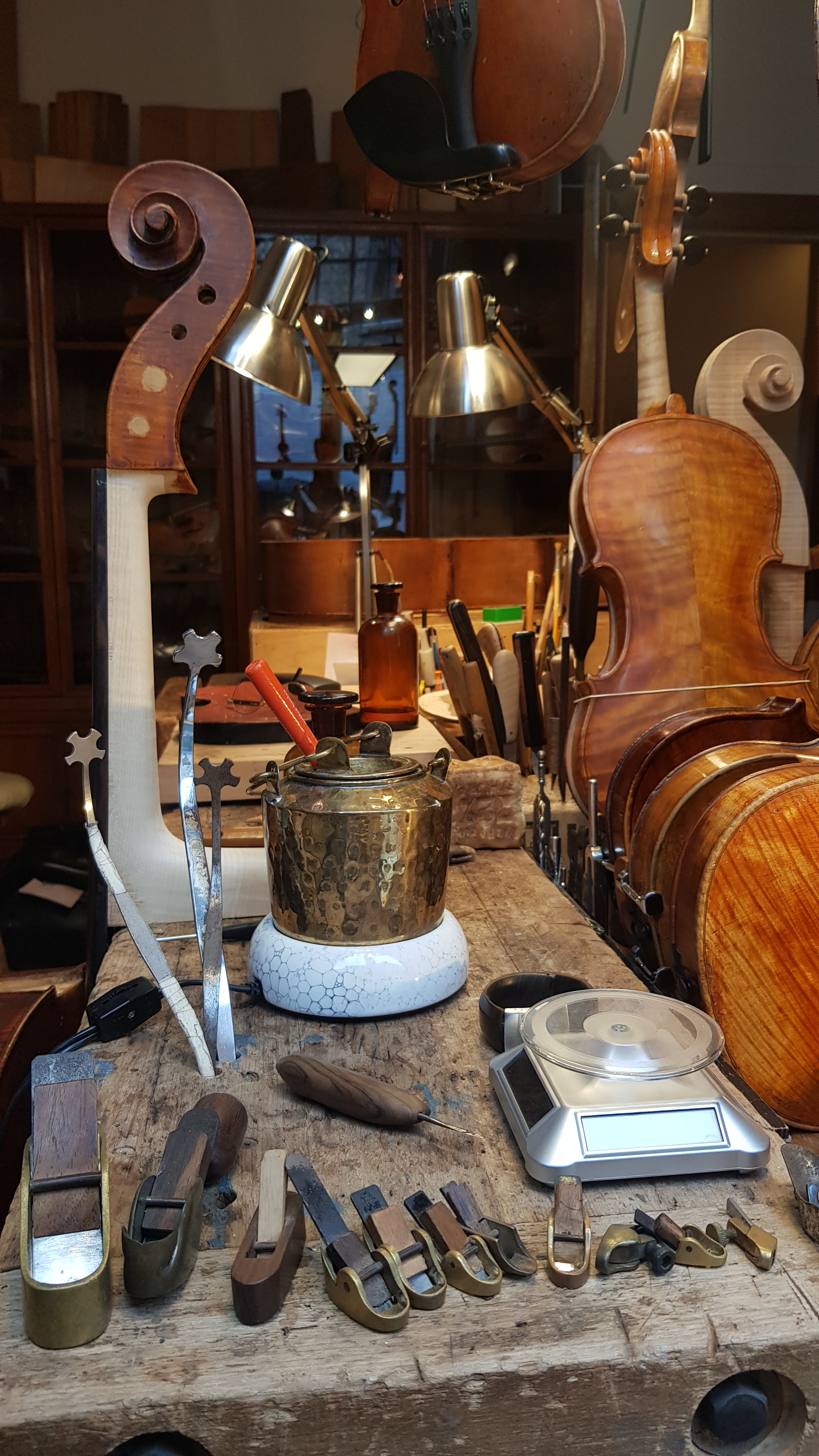
Taller de un lutier

### Fases
1. Obtener el molde y fijar las cuñas en él.
2. Construir el armazón.
3. Ajustar el ancho y espesor; obtener las curvas usando el método del hierro caliente sobre la madera humedecida en agua.
4. Fijar el armazón en el molde y las cuñas.
5. Construir el fondo, ajustando el abovedado y espesor.
6. Encolar el fondo en el armazón.
7. Construir la tabla, abrir los oídos y encolar la barra armónica.
8. Encolar la tabla al armazón.
9. Construir el mástil y el clavijero.
10. Fijar mástil y cabezal en el instrumento.
11. Encolar el diapasón.
12. Barnizado.
13. Una capa de cola y sucesivas capas de barniz con sus correspondientes secado y pulido.
14. Montaje del puente, cuerdas y alma.

### Herramientas
Entre las herramientas que comúnmente se utilizan para fabricar instrumentos, se encuentran: Tenazas de hierro, sierra, gubias, garlopa, limas, punzón de aterrajar y cuchillas de vaciar. 
Antiguamente para ajustar el abovedado de la tabla y el fondo se utilizaba el compás de curvas o compás de espesores; formado por dos brazos rectos acabados en curvas hacia dentro y un sector de cuadrante en la unión de un brazo y su terminación curva, permite determinar el espesor de un cuerpo irregular. En el campo de los instrumentos musicales, permite ajustar su morfología interior. 

### Materiales
Para cada elemento del instrumento se utilizan distintos materiales, a saber:
- Tabla armónica: en pino oregón, cedro o pino abeto

- Tapa de teclado, tapa de la rueda y cordal: en palisandro.

- Clavijas, botones e incrustaciones: en boj
- Rueda: en maderas duras como Haya o Roble o material sintético.

En el caso del violín
- La caja de resonancia: está constituida por dos tablas la tabla armónica y la tabla del fondo (tradicionalmente hecha con madera de arce), las cubiertas laterales o aros y la tabla superior o tapa armónica (tradicionalmente de madera de abeto blanco o rojo)

- Clavijas y tastiera: en ébano

#### Colas
Para instrumentos musicales, se utilizan colas que solidifiquen de forma rígida. Las colas flexibles absorben las vibraciones perjudicando el sonido del instrumento. 
Se obtienen artesanalmente cociendo durante bastante tiempo partes de animales, piel, huesos, pezuñas y otros despojos. Se trocean, lavan y cuecen, eliminando la espuma que se produce. Se obtiene una pasta gelatinosa que se filtra y deja secar hasta que se solidifica; puede pulverizarse para facilitar su uso posterior. Los más habituales son:
- Cola de pescado: como su nombre lo indica, se confecciona a base de pescado. Para su uso se disuelve en agua caliente, preparándose en pequeñas cantidades. Se presenta en polvo o escamas.

- Cola de conejo: se obtiene de despojos de este animal, es barata y de buena calidad, aunque no cristaliza tanto como la de pescado.

- Cola fuerte: se obtiene mezclando cola de conejo con resinas.

- Cola de Flandes: hecha con partes de cabra y oveja.

Las colas industriales sufren otros procesos de depuración
- Hideglue: muy adecuada para instrumentos, es cola fuerte industrial. Se puede encontrar en tiendas de Instrumentos, lutherías o en tiendas de restauración especializadas.

- Cola de Colonia: para su uso se disuelven en agua tibia. Al enfriarse se solidifican, estropeándose la mezcla. Se deben aplicar con rapidez, mediante brocha pequeña o pincel. Se limpian con agua caliente.

Cuerdas
Existen en diversidad de materiales, tanto de origen animal como metálicas y sintéticas, de tripa y nervio de animales, metálicas y de crin de caballo, cada tipo da sonidos diferentes, las primeras más 'rústico', las segundas más intenso y agudo y las terceras más profundo y grave. Se eligen en función de la afinación y tono deseada.

### Acabado
En cuanto al acabado, el tipo de barniz utilizado varía en función de la escuela de la que procede el instrumento:
- Los lutieres italianos solían utilizar barniz al aceite, que impregnaba profundamente la madera, proporcionando un acabado liso y suave.
- La escuela francesa se caracteriza por usar barniz al alcohol, que al secar rápidamente no penetra en la madera en profundidad, proporcionando un acabado superficial vidriado y frágil.
- Los lutiers alemanes utilizaban barniz a la cola, que da a los instrumentos un color marrón más oscuro.

El barnizado además de proteger y embellecer la madera, contribuye a proporcionar un determinado color al sonido de un instrumento.

## Restauración
El polvo acumulado en los instrumentos se limpia normalmente con una paño, pero cuando se utilizan con regularidad aparecen en ellos manchas de grasa, capas de colofón solidificado, etc. Para efectuar realmente un mantenimiento, se emplea el papote que permite devolver al instrumento un aspecto fino y vivido.  
Los accidentes más habituales son las llamadas grietas de alma, normalmente de forma estrellada que afectan el fondo o la tabla, ya que debido a la tensión que soportan, cualquier golpe repercute directamente en su punto de contacto con el alma. Su reparación es delicada y laboriosa debido a que se debe encolar cada lado de la grieta. El punto de apoyo del alma puede reforzarse mediante una pieza de alma o un estómago. 
Cuando el incidente afecta a un cubrejuntas, suele insertarse una pequeña pieza interior en forma de cuña. 
Otra fase delicada de la restauración es obtener no solo el color, sino también el grueso y textura del barniz original, que se intenta lograr mediante pinceladas finas y suaves. 

## Dictamen
Los expertos, para identificar un instrumento tratan de situarlo en una escuela y época determinada basándose en:
- Rasgos generales del instrumento, dimensiones, estilo y tipo de barniz utilizado.

- La disponibilidad de oídos en forma de C o de F, facilita determinar la época del instrumento. Los oídos en forma de rosa, aberturas rectangulares o simples orificios redondos situados en el centro o en los bordes rodeando la caja armónica, eran propios de la época Media; fueron sustituidos durante el siglo XV por oídos en forma de C y posteriormente con forma de F situados normalmentecerca del puente.

Se puede también, identificar al constructor mediante detalles de construcción tales como: 
- La forma de las escotaduras (C), eclisas y contraeclisas.
- El tipo de madera, el abovedado del fondo y la forma de los oídos y del cabezal o clavijero.

### Dendrocronología
La dendrocronología es una disciplina biológica usada para determinar la edad de objetos de madera. En 1958 "Lottermoser and Meyer" aplicaron este método para fechar instrumentos musicales, que desde 1980 ha sido aceptado de forma generalizada en la historia de la música. El método se basa en proporcionar la fecha de talado del árbol, a partir de la cual se han podido construir la tabla de resonancia de los instrumentos de teclado o el fondo de los instrumentos de cuerda, comparando el grueso y características físicas de la parte clara y oscura de los anillos de crecimiento de la madera de la tabla armónica con una tabla de referencia y una escala graduada. En estas elementos se utiliza generalmente pícea noruega, una madera muy contrastada en investigación dendrocronológica. El sicómoro y el arce, usados frecuentemente en otras partes, no son válidos para el fechado con este método.